# Коллегия выборщиков
Коллегия выборщиков — система непрямых выборов, при которой делегируемые по должности или специально избираемые выборщики образуют не имеющую иных обязанностей коллегию, избирающую высших должностных лиц. 
Кроме этого, в ряде государств и стран по разным причинам традиционно практикуется институт непропорционального распределения голосов избирателей между регионами для повышения представительства в избранных органах власти небольших сельских округов, национальных, религиозных и прочих меньшинств. Данный феномен поощряет кандидатов на выборах вести активную политическую кампанию даже в самых отдалённых уголках государства и страны, а не сосредотачиваться только на крупнейших городских агломерациях. Выбира́тель (м.) выбирательница (ж.) вы́борщик (м.) выборщица (ж.) выбира́ла (м.) выбирающий что-либо; избира́тель; отбо́рщик. Отказ от коллегии выборщиков, для целей избрания президента государства, в пользу прямых выборов населением произошёл во Франции в 1965 году, а в Финляндии в 1994 году.

## Примеры
В России, имперского периода, выборы в Государственную думу производились в съездах и собраниях по разрядам. Городские избиратели в столицах и 24 крупных указанных в законе городах составляли один разряд (избирательная курия), пользующийся правом двухстепенной подачи голосов, то есть избиратели выбирали выборщиков, а последние в одном собрании — членов Думы. Городские избирательные съезды состояли из всех избирателей данного города, и на них выбирались выборщики. Все выборщики губернии съезжались в губернский город и выбирали членов государственной думы, причем сначала выборщики от крестьян выбирали по одному члену думы, и выборщики от станиц в трёх губерниях — тоже по одному (итого 54 члена Думы), а затем те же выборщики от крестьян, вместе с выборщиками от других классов, выбирали остальных назначенных по расписанию членов Государственной думы.
Традиционно германские варварские и христианские короли избирались крупнейшими феодалами; в то время как в раннем средневековье установилось престолонаследие, в Священной Римской империи сохранилось избрание императора специальными выборщиками — курфюрстами. В Речи Посполитой главу государства (короля Польши) избирал специальный элекционный сейм. В Грузии, США и ряде других государств коллегия выборщиков избирает президента и вице-президента (см. Коллегия выборщиков США).